# Gundoin
Gundoin, auch Gundoinus oder Gondoin (* um 600; † 30. Oktober 656) war ein fränkischer Adliger und unter der Herrschaft der Merowinger der erste bekannte Herzog im Elsass.

## Leben
Gundoin entstammte einer Adelsfamilie im nördlichen Burgund, die insbesondere im Gebiet des Bassigny begütert war; der erste Teil des Namens Gund-oin weist auf einen burgundischen oder franko-burgundischen Bezug der Familie hin.
Die rund dreißig Jahre nach dem Tod Gundoins entstandene Vita Sadalbergae, die Lebensgeschichte seiner Tochter Salaberga, erwähnt als Sitz der Familie die Villa Mosa, welche in Val-de-Meuse am Oberlauf der Mosel lokalisiert werden kann.
Nach der Unterwerfung der Alamannen durch die Franken als Folge der Schlacht bei Straßburg (506) wurde das Elsass aus dem autonomen Herzogtum Alemannien herausgelöst und im austrasischen Teilreich der Franken integriert.
Die Beseitigung des Pagus Ultraioranus im äußersten Nordosten Burgunds durch Chlothar II. machte eine politische und kirchliche Neugestaltung des Grenzgebiets zwischen Burgund und dem austrasischen Kernland erforderlich. Aus diesem Grund schuf dessen Sohn und Nachfolger, Dagobert I., zum Ende seiner Regierungszeit im Elsass ein neues Herzogtum und ernannte, wohl noch im Jahr 639, Gundoin zu dessen ersten Herzog.
Aufgrund des Prädikats Vir illustris, welches Mönch Bobolenus in seiner zeitgenössischen Vita des heiligen Germanus von Granfelden dem Herzog verleiht, ist davon auszugehen, dass Gundoin bereits vor seiner Ernennung höhere königliche Ämter bekleidete. Die in der Spätphase der Merowingerherrschaft häufig geübte Praxis, die Führung über mehrere große Pagi oder Dukate unter einem Amtsträger zu vereinen, traf nachweislich auf die Person Gundoins und das Gebiet um das Berner Jura zu, möglicherweise auch auf dessen heimischen Pagus Bassianensis.
Die Forschung ist sich weitgehend darüber einig, dass sich die Herrschaft Gundoins überwiegend auf den südlichen Bereich des Dukats Elsass konzentrierte – herzogliche Aktivitäten über den Sundgau hinaus sind erst unter dem Nachfolger Gundoins im Amt des Herzogs, Bonifatius, bezeugt.
Eine bedeutende Rolle kam Gundoin auch bei der Gründung des Klosters Münstergranfeld zu. Auf Bitte von Waldebert, dem dritten Abt des Klosters Luxeuil, stiftete der Herzog umfangreichen Grundbesitz um Moutier im Tal der Birs, wo vermutlich vor dem Jahr 640 die einzige direkte Filiation der einflussreichen burgundischen Abtei errichtet wurde. Neben der Christianisierung im Randgebiet des Frankenreiches hatte die Klostergründung auch die Aufgabe, die alte und im Verfall begriffene Römerstraße als Juratransversale nach Biel instand zu halten.
Gundoin verstarb am 30. Oktober des Jahres 656 – ihm folgte Bonifatius als Herzog des Elsass nach.

## Identifizierung mit Herzog Gunzo
Insbesondere Hagen Keller hat sich, aufgrund einer zeitgleich verortbaren Erwähnung eines Herzogs Gunzo in der Vita des heiligen Gallus, für eine Gleichsetzung Gundoins mit dem Überlinger Herzog ausgesprochen. Dem gegenüber steht aber der ausdrückliche Hinweis in der Vita sancti Galli, dass Gunzo seine Tochter Fridiburga zur Vermählung mit Sigibert III. "bis zum Rhein (...usque ad Rhenum)" geleiten ließ, wo offensichtlich der Herrschaftsbereich des Alemannenherzogs endete. Gundoins Herzogtum war hingegen nachweislich linksrheinisch orientiert und reichte bis zum Berner Oberland, weshalb die moderne Forschung der Ansicht Kellers widerspricht. Darüber hinaus bezeugt eine Person gleichen Namens am 22. November 632 gemeinsam mit einem weiteren Subskribenten Chramnelenus die Charta des Bischofs Eligius von Noyon für das Kloster Solignac – damit dürfte Gundoin als Vater der heiligen Salaberga und im direkten Umfeld der Duces Chramnelenus sowie dessen Schwager Amalgar aus der einflussreichen franko-burgundischen Familie der Waltriche zu identifizieren sein.

## Ehe und Nachkommen
Gundoin war nach Auskunft der Vita Sadalbergae mit Saretrud verheiratet und hatte mit ihr fünf Kinder, darunter die bereits erwähnte Tochter Salaberga sowie die Söhne Fulculfus Bodo und Leudinus Bodo, den späteren Bischof von Toul.
Durch diese eheliche Verbindung wurde Gundoin zum Stammvater der Gundoinen als Gründungssippe des Klosters Weißenburg mit verwandtschaftlichen Verbindungen zu den Agilolfingern und Burgundofarones.